# Chris Taub
Doktor Chris Taub je fiktivni lik iz Fox-ove medicinske drame Dr. House kojeg tumači Peter Jacobson. Taub svoje prvo pojavljivanje ima u 4. sezoni kada postaje jedan od aplikanata za Houseov novi tim. Na koncu je, u epizodi "Games", uz dr. Kutnera i 13 dobio posao.

## Karijera
Taub je plastični kirurg koji se na početku 4. sezone pojavljuje kao jedan od aplikanata za posao u Houseovom novom timu. Tijekom tih je "igara" nosio broj 39. Odmah tijekom prvod dana, Taub je skoro utpušten, zajedno s cijelim svojim redom, no priliku je zadržao zahvaljujući činjenici da je u njegovom redu sjedila atraktivna žena koja se svidjela Houseu. Iako su ga zbog njegove specijalnosti drugi kandidati često omalovažavali, Taub se pokazao iznimno pametan i sposoban liječnik, često pomažući Houseu da zaobiđe pravila upravo pomoću svoje specijalnosti. Najbolji primjer ovoga je epizoda "The Right Stuff" u kojoj House mora smisliti način kako obaviti biopsiju bez da ju mora opravdavati bolnici ili NASA-i. Taub tada predloži da pacijentici povećaju grudi, a tijekom te besmislene i nepotrebne operacije naprave biopsiju. Upravo je ova ideja omogućila dr. Chaseu da, dok je promatrao operaciju, dijagnosticira pacijenticu. Taub se također pokazuje kao član tima koji je najspremniji suprotstaviti se Houseovim odlukama, te u epizodi "Ugly" govori ocu jednog pacijenta kako misli da je House u krivu i da ga može ukloniti sa slučaja. Zanimljivo je kako je to napravio dok se još uvijek natjecao za posao. Zbog svog je karaktera stekao i simpatije dr. Cuddy koja ga je željela vidjeti kao člana Houseovog tima tvrdeći kako će njegova pamet i natjecateljsta priroda uvelike pomoći Houseu. U epizodi "Epic Fail" Taub kaže Foremanu, koji je preuzeo tim dok Housea nema, da daje ostavku jer je jedini razlog zašto se prijavio za ovaj posao taj što je htio raditi s Houseom. U 8. epizodi 6. sezone, "Teamwork" House odlazi na Taubovo novo radno mjesto te ga nagovara da se vrati u njegov tim. Isto to pokušava i s 13. Iako ga izvorno oboje odbijaju, na kraju epizode se vraćaju i počinju ponovo raditi za njega.

## Život
Taub je oženjen. No, iako on voli svoju suprugu, varao ju je. Prije dolaska u Princeton-Plainsboro, imao je vrlo uspješan posao kao plastični kirurg, no sve je to završilo nakon što je imao aferu s kćeri jedne pacijentice ili s medicinskom sestrom. Posljednji podatak varira ovisno o njegovoj verziji priče. Kada god ka pitaju zašto je u potpunosti odustao od plastične kirurgije, Taub uvijek odgovori jednako: "Ja volim svoju suprugu." Taub je zapravo sa svojim partnerima potpisao ugovor o odustajanju od tužbe ako se on prestane baviti plastičnom kirurgijom, na što je on potpisao.
No, unatoč svemu ovome, pokazao je naznake buduće prevare, priznajući Houseu: "Neki se od nas kljukaju tabletama, neki varaju. Svi mi imamo naše poroke." U epizodi "Mirror Mirror" pacijent s rijetkom tipom zrcalnog sindroma (koji uzrokuje to da kopira osobnost najdominantnije osobe u sobi) primijeti kako Tauba privlači dominantna osobnost njegove kolegice i suparnice Amber Volakis. U epizodi "Whatever It Takes" Taub otkriva kako je židov, no u epizodi "Don't Ever Change" otkrivamo kako Taub ne prakticira vjeru ili je liberalan/reformirani židov. Potvrda ovog je i Houseovo često aludiranje na Taubovu vjeru. Primjer toga je, kada je Taub otkrio interkranijalni tlak kod jednog pacijenta, House mu je ponudio "Zlatnu Davidovu zvijezdu" kao nagradu. 
U epizodi "Adverse Events" Houseov privatni istražitelj Lucas Douglas otkrije kako je Taubova supruga Rachel otvorila tajni bankovni račun. House, tijekom posla, otkrije Taubu da je u njega položila $83,000. Kada ju je Taub pitao oko tog računa, rekla je kako ga je otvorila kako bi uštedila da mu kupi automobil koji odavno želi, ali kojeg sam nikada ne bi kupio. Taub je bio malo začuđen i rastresen, no sve je to doseglo vrhunac kada mu je supruga stvarno donijela automobil. Isprva je bio u šoku, što je njegovu suprugu navelo na pomisao da mu se ne sviđa, no zapravo je to bila grižnja savjesti i poimanje koliko ga supruga voli. Nakon toga je odlučio priznati svojoj supruzi da ju je varao, no taj razgovor nije prikazan u seriji. U epizodi "Birthmarks" Taub govori kako joj je priznao i da ga nije izbacila, te da razmišljaju kao riješiti cijelu situaciju. U epizodi "The Itch" saznajemo kako je Taub spavao na kauču, no na kraju te epizode vidimo kako mu je supruga oprostila i kako ga poziva natrag u krevet. U 100. epizodi serije, "The Greater Good", Taub razmišlja o tome kako bi volio imati djecu, no supruga ga podsjeća kako je dok još nisu bili u braku pristao na to da ona ne želi djecu. Iako pomalo žalostan, Taub se pomiri s tom činjenicom. 
U epizodi "Here Kitty" saznajemo kako Taubovi imaju financijskih poteškoća zbog čega Taub razmišlja o promjeni posla. U toj epizodi Taub susreće starog srednjoškolskog prijatelja koji ga poziva u svoj ured u jednoj poslovnoj zgradu u New Yorku. On mu kaže kako tu radi kao dizajner medicinskih pomagala i pokaže mu jedan od svojih novih proizvoda. Taub mu pomogne oko tog proizvoda i izrazi želju za rad s njim. Ovaj mu doduše ne obečaje veliki prihod, no govori mu da sutra donese novac koji planira investirati. Taub tada odlazi do Housea i daje otkaz, no ovaj mu se nasmije i kaže kako je znao da će se Taub kad tad pomamiti za novcem. Taub to shvati kao ne prihvaćanje ostavke, a House mu jednostavno kaže da, kad sutra dođe na posao, donese krafne. Sutradan Taub nije došao na posao već je krenuo kod svog prijatelja predati mu novac, no tu je saznao kako je dobro prevaren. Sav taj posao bila je prevara, a njegov je prijatelj priveden u policiju zbog prevare i krađe. Potišteni Taub tada odlazi kući i kreće natrag na posao. On u bolnicu stiže u trenutku kada House odlazi, i to s kutijom punom krafni, upravo kako je House i predvidio. Primijetivši to, House se samo nasmijao i rekao mu: "Vidimo se sutra.".
U epizodi "Painless" Taub izrazi svoje mišljenje kako samoubojstvo nikada nije rješenje. Kutner ga dalje ispituje o tom mišljenju, napominjući da svatko tko ima tako oštro protivljenje tome mora imati nekakvu prošlost vezano uz to. Taub mu odgovori kako mi je jedan prijatelj tijekom studija pokušao samoubojstvo te da je, iako je preživio, uvelike psihički oštetio svoje roditelje i prijatelje. Kada ga Kutner pita je li on bio taj "prijatelj" on to negira, no kada House zaključi isto u epizodi "Simple Explanation", Taub to ne negira. Nakon Kutnerovog samoubojstva, Taub je mrzovoljan i povučen, te se koncentira isključivo na pacijenta, praveći se kako ga nije briga (rekao je kako mu je prioritet živa osoba koja umire, nego mrtva osoba koja više ne umire), pa čak i kada mu Chase kaže da ode kući i isplače se. Taub je odlučio ne prisustvovati Kutnerovom pogrebu, te je ostao nadgledati pacijente. No, na kraju epizode možemo ga vidjeti kako sjedni na klupi u bolnici i plače, tužan zbog Kutnerovog samoubojstva. 
U posljednjoj ga epizodi 5. sezone možemo vidjeti kako je sa suprugom došao na vjenčanje Chasea i Cameron. 

## Vanjske poveznice
- Chris Taub na House Wiki
- Dr. Chris Taub u internetskoj bazi filmova IMDb-u (engl.)
- Službena FOX-ova stranica  Arhivirana inačica izvorne stranice od 23. svibnja 2012. (Wayback Machine)